# Novembre (gruppo musicale)
I Novembre sono un gruppo italiano progressive death metal, con base a Roma ma di origine catanese.
Il gruppo unisce le tipiche sonorità del prog death a melodie gotiche, ambient e ritmi doom. I Novembre sono ritenuti uno dei gruppi fondamentali a livello internazionale nel loro genere, i loro album degli anni novanta sviluppavano ed in parte anticipavano cronologicamente ciò realizzato in seguito da band come Opeth e Katatonia.

## Storia

### Esordi
Nati nel 1990 con il nome Catacomb, dalla mente dei due fratelli catanesi, trasferitisi successivamente a Roma, Carmelo Orlando (voce e chitarra) e Giuseppe Orlando (batteria), pubblicano un demo (Unreal 1991) e un EP (The Return of the Ark).
Successivamente, viste le evoluzioni del sound del gruppo che passò ad un death metal più personale, i due fratelli preferiscono cambiare nome alla loro creatura, scegliendone uno che meglio rappresentasse la loro musica: Novembre. La band comincia così a farsi conoscere grazie ai circuiti dell'underground internazionale.

### Primi due album
Nel 1994 entrano in studio e registrano il loro album di debutto, Wish I Could Dream It Again... con il produttore svedese Dan Swanö (che ha collaborato anche con gli Opeth), album che verrà poi pubblicato per Polyphemus Records (etichetta indipendente catanese) in un disco che mescolava al death metal sonorità più legate al gothic rock.
Nel 1996 invece uscì il secondo album della band, tuttora considerato come capolavoro del metal nostrano: Arte Novecento. Il disco, anch'esso prodotto da Swanö, si contraddistingue per atmosfere più dilatate e sognanti, con un minor uso delle linee vocali "estreme". L'album ottiene un buon successo e la band parte per una tournée.

### Il successo
I Novembre ottengono un contratto con la Century Media Records. Partono dunque per una tournée come supporto dei Moonspell, al termine della quale registrano il loro terzo album, Classica, che vede la luce nel 2000. Il disco si distingue dal precedente per sonorità decisamente più doom, un maggiore uso di growl e atmosfere più aggressive e pesanti, senza mai perdere però il tocco di originalità e freschezza che ha sempre contraddistinto la band fin dagli esordi.
Ma il successo arriva nel 2001 con Novembrine Waltz, disco che riassume perfettamente le atmosfere di Classica e Arte Novecento e che porta il gruppo nuovamente in tournée assieme a Katatonia ed Opeth.
Nel 2002 la band decide di registrare di nuovo Wish I Could Dream It Again... (prima produzione del gruppo) con il nome di Dreams d'Azur, avvalendosi questa volta di una produzione migliore e ritoccando parzialmente la track-list.

### Il passaggio alla Peaceville Records
Successivamente la band cambia casa discografica passando alla Peaceville Records e, nel 2005, il gruppo entra in studio per incidere Materia, nuova produzione uscita il 17 aprile 2006. Il disco si contraddistingue per atmosfere più tranquille, sognanti e "ariose", discostandosi da Arte Novecento per le sonorità molto meno doom.
Il 5 novembre 2007 è il giorno di debutto del loro settimo album: The Blue che ottiene un ottimo successo di critica e pubblico.
Il 30 novembre 2007 si esibiscono live all'Alpheus di Roma, presentando The Blue e suonando anche pezzi di album precedenti. Nel 2008 suonano a Bologna e Milano come supporto nelle date del tour dei Within Temptation; sono anche ospiti dell'annuale edizione dell'Evolution Festival tenutasi all'Idroscalo di Milano.
Il 27 ottobre 2008 viene pubblicata la ristampa di Classica con l'aggiunta di una traccia bonus (Colour of a Eye), mai pubblicata precedentemente.
Il 29 novembre dello stesso anno i Novembre presentano su MySpace il nuovo bassista: Valerio Di Lella, già loro fonico e amico, il quale è anche cantante della band death metal Grimness.
La band, secondo Encyclopaedia Metallum è stata inattiva dal 2008 al 2015.
L'ultimo album dei Novembre, URSA, è uscito il 25 marzo 2016. 
Questo è il primo album della band che non vede la presenza alla batteria di Giuseppe Orlando, sostituito per l'occasione dal session man David Folchitto già batterista di Stormlord e Fleshgod Apocalypse

## Formazione

### Formazione attuale
- Carmelo Orlando - chitarra, voce (1990-presente)
- Massimiliano Pagliuso - chitarra solista (1997-presente)
- Alessio Erriu - chitarra solista (2018-presente)
- Yuri Croscenko - batteria (2022-presente)

### Ex componenti
- Antonio Poletti - chitarra (1992-1996)
- Alessandro Niola - basso (1998-2002)
- Fabio Vignati - basso (1994-1996)
- Luca Giovagnoli - basso (2007-2008)[15]
- Riccardo Ruzzolini - basso (1991-1993)
- Giuseppe Orlando - batteria (1993-2015)
- Valerio Di Lella - basso (2008)

## Discografia

### Come Catacomb
Demo
- 1991 - Rehearsal Tape
- 1991 - Unreal

EP
- 1993 - The Return of the Ark

### Come Novembre
- 1994 - Wish I Could Dream It Again...
- 1996 - Arte Novecento
- 2000 - Classica
- 2001 - Novembrine Waltz
- 2002 - Dreams d'Azur
- 2006 - Materia
- 2006 - Memoria Stoica
- 2007 - The Blue
- 2016 - URSA